# Yondonperenlein Basjüü
Yondonperenlein Basjüü (1 de octubre de 1993) es un deportista mongol que compite en judo.
Ganó dos medallas de bronce en el Campeonato Mundial de Judo, en los años 2021 y 2023, y dos medallas en el Campeonato Asiático de Judo, bronce en 2019 y oro en 2022. En los Juegos Asiáticos de 2022 consiguió una medalla de plata.

## Palmarés internacional
| Campeonato Mundial  | Campeonato Mundial     | Campeonato Mundial | Campeonato Mundial |
| Año                 | Lugar                  | Medalla            | Categoría          |
| ------------------- | ---------------------- | ------------------ | ------------------ |
| 2021                | Budapest (Hungría)     | Medalla de bronce  | –66 kg             |
| 2023                | Doha (Catar)           | Medalla de bronce  | –66 kg             |
| Juegos Asiáticos    |                        |                    |                    |
| Año                 | Lugar                  | Medalla            | Categoría          |
| 2022                | Hangzhou (China)       | Medalla de plata   | –66 kg             |
| Campeonato Asiático |                        |                    |                    |
| Año                 | Lugar                  | Medalla            | Categoría          |
| 2019                | Fujairah (EAU)         | Medalla de bronce  | –66 kg             |
| 2022                | Nursultán (Kazajistán) | Medalla de oro     | –66 kg             |